# Mats Ottosson (journalist)
Mats Ove Ottosson, född 16 oktober 1962 i Kalmars församling i Kalmar län, är en svensk journalist.
Verksam inom journalistiken sedan 1981 har Mats Ottosson varit knuten till tidningar som Västgöta-Demokraten, Expressen, Göteborgs-Tidningen och Jönköpings-Posten, men har även verkat vid olika lokaltidningar i Västergötland och Småland. Han har startat och varit delägare i lokala nyhetssajter samt varit HR-direktör och kommunikationsansvarig på annonsproduktionsbolaget Annonsdax. 2020 blev han kanalchef och ansvarig utgivare för Sveriges Radios P4 Göteborg.